# Juriste

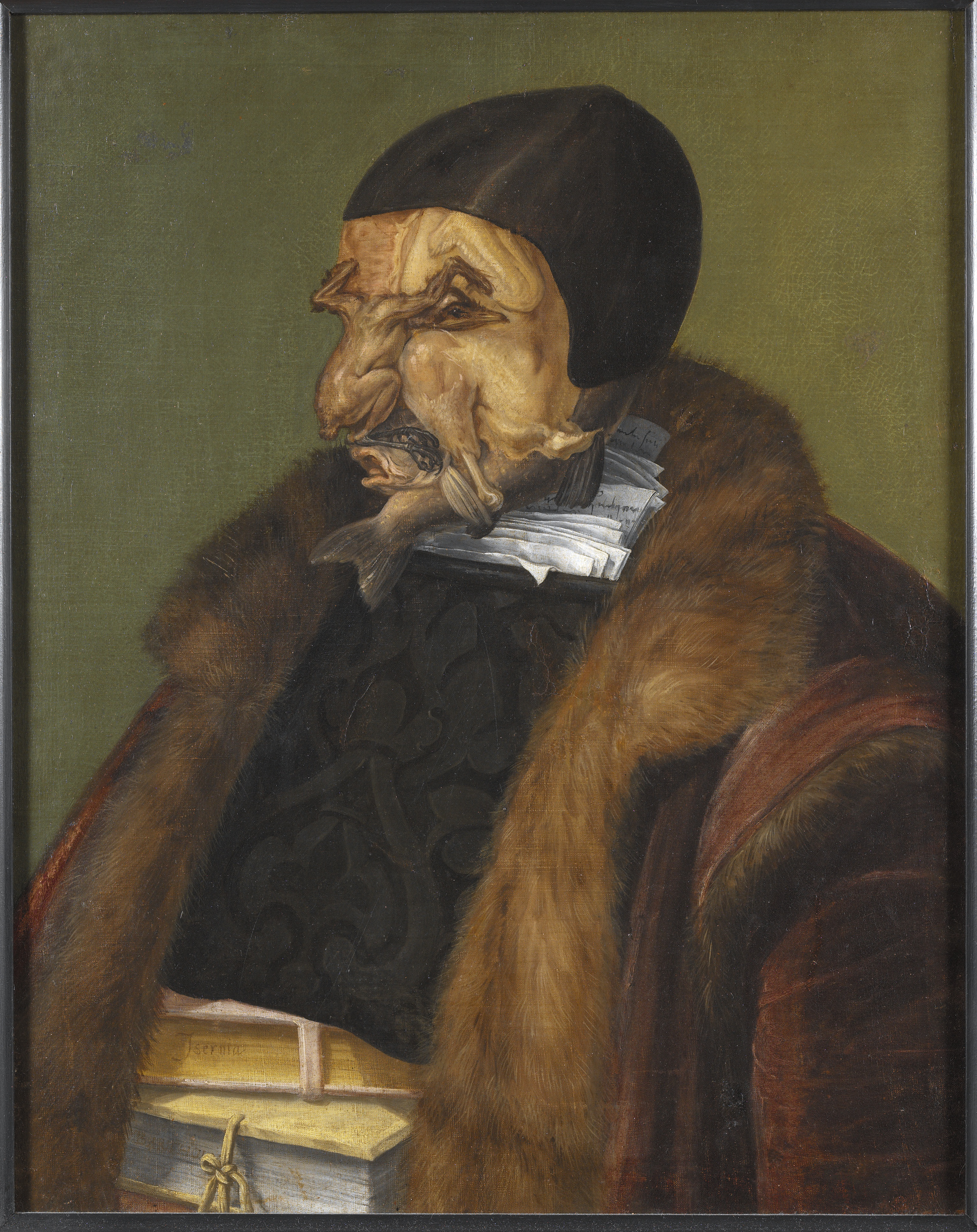
Le Juriste par Giuseppe Arcimboldo.

Le mot juriste est d'origine latine : iuris, « droit ». Selon l'esprit du droit romain, le juriste est la personne qui dit le droit (iuris dictio).
En France, on est considéré comme juriste à partir de l'obtention de la licence en droit,.
Au Royaume-Uni, le terme « juriste » est principalement utilisé pour les universitaires, tandis qu'aux États-Unis, il peut également s'appliquer à un juge.